# Onthophagus zairensis
Onthophagus zairensis là một loài bọ cánh cứng trong họ Bọ hung (Scarabaeidae).